# Fritz August Bimler
Fritz August Bimler (ur. 22 sierpnia 1890 w Żorach, zm. 2 czerwca 1966 w Monachium) – malarz, rysownik, nauczyciel rysunku w Gimnazjum Klasycznym oraz w Gimnazjum Matematyczno-Przyrodniczym w Królewskiej Hucie (obecnie Chorzów).

## Życiorys
Ukończył Szkołę Malarstwa i Rysunku (Mal- und Zeichenschule) w Katowicach. Studiował historię sztuki i malarstwa w Królewskiej Bawarskiej Akademii Sztuki w Monachium (1910–14). Absolwent szkoły przemysłu artystycznego w Monachium.
Po wybuchu I wojny światowej zgłosił się jako ochotnik do wojska, służył w artylerii, był ciężko ranny.
Od września 1922 nauczyciel rysunku w Gimnazjum Klasycznym oraz w Gimnazjum Matematyczno-Przyrodniczym w Królewskiej Hucie (obecnie Chorzów). W 1925 roku zdał egzamin państwowy na nauczyciela rysunku. Od 1929 prowadził także lekcje rysunku z ornamentyką w dokształcającej szkole kupieckiej.
Malarz, malował obrazy olejne, akwarele, portrety, akty, krajobrazy. W 1922 roku, na zlecenie administratora apostolskiego dla Górnego Śląska, ks. Augusta Hlonda (późniejszego kardynała, prymasa Polski), namalował 46 obrazów górnośląskich drewnianych kościółków. Namalował także liczne krajobrazy ze swoich podróży zagranicznych po Egipcie, Palestynie, Szwecji, Norwegii, Holandii, Francji, Włoch, Brazylii.
Wystawiał swoje prace na wystawach w Katowicach. W maju 1923 roku był współzałożycielem Związku Sztuk Pięknych Na Górnym Śląsku. Od 1929 członek zarządu Zawodowego Związku Artystów Plastyków Śląskich w Katowicach.
Po wybuchu II wojny światowej hitlerowcy nałożyli na niego zakaz wykonywania zawodu (Berufsverbot), był też aresztowany. Jego pierwsza żona Betty, z pochodzenia Żydówka, urodzona w Królewskiej Hucie, została zesłana do obozu koncentracyjnego w Auschwitz, gdzie została zamordowana.
Po wojnie, w 1948 roku na jubileuszowej wystawie zaprezentował ok. 120 swoich prac. W 1949 roku ożenił się z Margarette Flegel, swoją dawną uczennicą, która później została nauczycielką muzyki. W 1958 roku oboje wyjechali do Monachium (RFN).
Zmarł 2 czerwca 1966 roku. Został pochowany na Cmentarzu Zachodnim w Monachium. Po jego śmierci, żona Margarete zorganizowała kilka wystaw jego prac, m.in. w 1973 w Ratingen-Hosel oraz w 1980 w Wangen.
Kilka prac artysty znajduje się w Muzeum Miejskim w Żorach oraz w Muzeum w Chorzowie. W Żorach znajduje się pomnik przedstawiający artystę podczas pracy nad obrazem.